# Roger Jackson
Roger Charles Jackson (Toronto, 14 gennaio 1942) è un ex canottiere canadese.

## Palmarès

### Olimpiadi
- 1 medaglia:
  - 1 oro (Tokyo 1964 nel due senza)